# Jung Ji-hyun
Jung Ji-hyun (* 26. März 1983 in Seoul) ist ein Ringer aus Südkorea. Der 1,65 Meter große Jung wurde 2004 Olympiasieger im griechisch-römischen Stil in der Gewichtsklasse bis 60 kg. Bei den Olympischen Spielen 2008 wurde Jung Ji-hyun neunter.
Er ringt in Seoul für den Wrestling Club Samsung Life und wird von Kim In-sub trainiert.

## Erfolge
- 2002, 6. Platz, Asienspiele in Busan, GR, bis 55 kg, Sieger: Ässet Imanbajew, Kasachstan vor Kang Yong Gyun, Nordkorea

- 2004, Goldmedaille, OS in Athen, GR, bis 60 kg, nach Siegen über Włodzimierz Zawadzki, Polen, Witali Rahimow, Aserbaidschan, Eusebiu Diaconu, Rumänien, Armen Nasarjan, Bulgarien und Robert Monzon Gonzalez, Kuba

- 2007, 3. Platz, WM in Baku, GR, bis 60 kg, nach Siegen über Witali Rahimow, Ali Ashkani Agboloag, Iran, Jiang Sheng, China und Juri Dubinin, Belarus und einer Niederlage gegen Makoto Sasamoto, Japan

- 2008, 4. Platz, World Cup in Szombathely, GR, bis 66 kg, hinter Ali Mohammadi, Iran, Tamas Lörincz, Ungarn und Ambako Watschadse, Russland

- 2008, 9. Platz, OS in Peking, GR, bis 60 kg, nach einem Sieg über Juri Dubinin und einer Niederlage gegen Nurbakyt Tengisbajew, Kasachstan